# What the Hell
What the Hell är en låt framförd av den kanadensiska sångerskan Avril Lavigne. Den är skriven av Lavigne själv i samarbete med svenskarna Max Martin och Shellback.
Singeln släpptes den 7 januari 2011 för digital nedladdning. CD-singeln som dessutom innehåller en instrumental version av låten släpptes den 25 februari. Låten fungerade som den första singeln från Lavignes fjärde studioalbum Goodbye Lullaby som gavs ut den 4 mars samma år.
Låten blev en hit i ett flertal länder och nådde topp-10-placeringar på de nationella singellistorna i Australien, Kanada och Nya Zeeland. Den tillhörande musikvideon hade fler än 133 miljoner visningar på Youtube i mars 2013.

## Spårlistor
| 1. | What the Hell | 3:39 |

| 1. | What the Hell                | 3:40 |
| 2. | What the Hell (Instrumental) | 3:38 |

## Listplaceringar
| Lista               | Topplacering |
| ------------------- | ------------ |
| Australien          | 6            |
| Belgien (Flandern)  | 16           |
| Belgien (Vallonien) | 13           |
| Frankrike           | 18           |
| Irland              | 30           |
| Kanada              | 8            |
| Nederländerna       | 30           |
| Nya Zeeland         | 5            |
| Portugal            | 37           |
| Schweiz             | 18           |
| Storbritannien      | 16           |
| Sverige             | 51           |
| Tyskland            | 21           |
| USA                 | 11           |
| Österrike           | 20           |